# NGC 6029
NGC 6029 is een compact sterrenstelsel in het sterrenbeeld Slang. Het hemelobject werd op 2 juni 1864 ontdekt door de Duitse astronoom Albert Marth.

## Synoniemen
- ZWG 79.23
- KUG 1559+127
- PGC 56756